# Hl. Blut (Rinning)

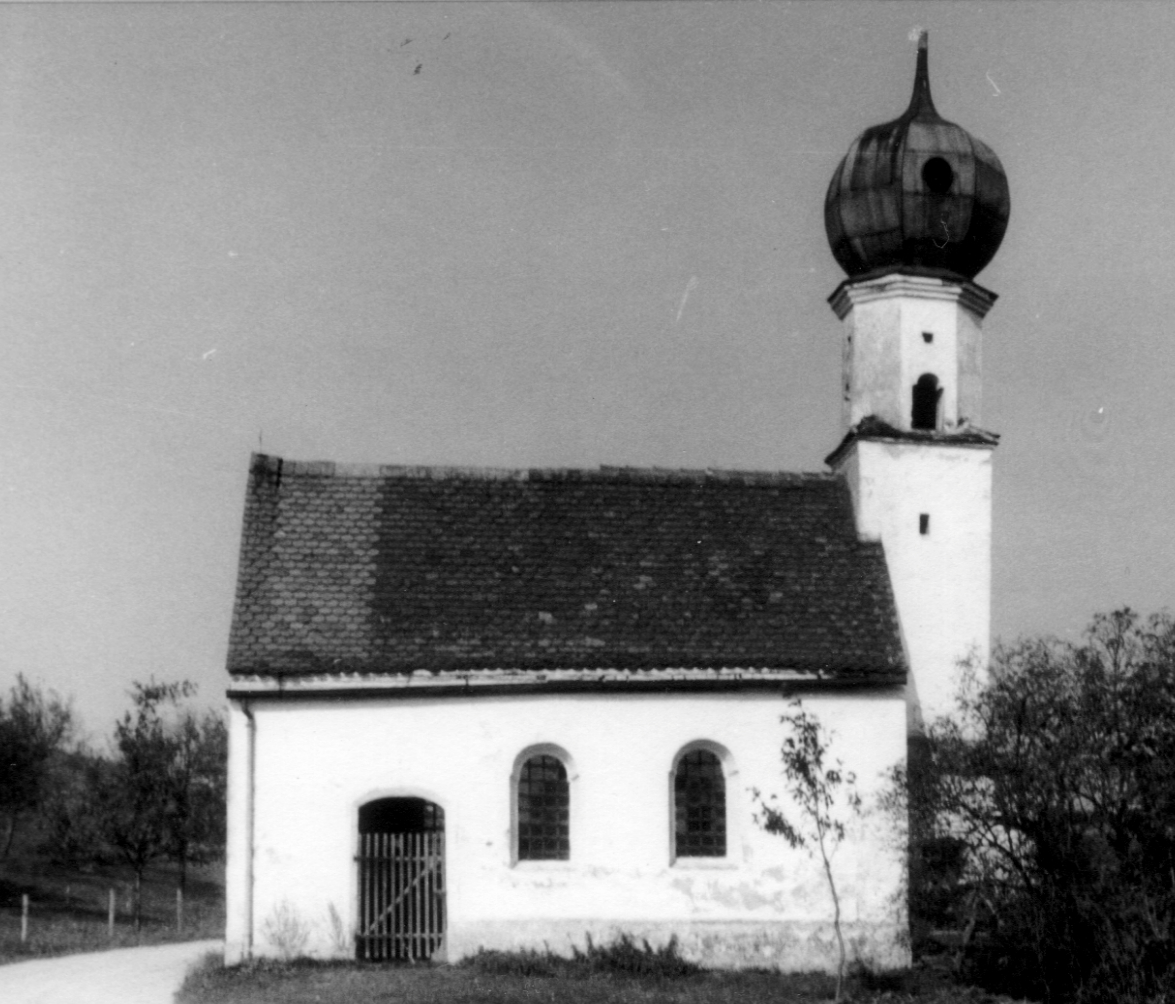
Kirche Rinning von Süden vor dem Einsturz des Turmes Januar 1969

Der kleine nicht mehr existierende Sakralbau Hl. Blut in Rinning war ein Wallfahrtskirchlein im Norden von Dorfen, und nach der Wallfahrtskirche und heutigen Stadtpfarrkirche Mariä Himmelfahrt in Dorfen die reichste Kirche der Pfarrei Oberdorfen. Das Kirchlein hatte folgende Maße: 5 Meter Breite und 11,25 Meter Länge (inklusive der Sakristei/Turm).

## Geschichte
Die 1602 erstmals als Capeln zum heiligen Plueth zu Rinning erwähnte Kirche entstand in den 1590er Jahren. Schon zur Zeit des Dreißigjährigen Kriegs entwickelte sich eine kleine Wallfahrt zu dem Hl.-Blut-Kirchlein. Im Jahr 1680 wurde dem Sakralbau im Osten eine winzige Sakristei angebaut und darüber der Zwiebelturm, sowie 1740 der marode Altar durch einen neuen, spätbarocken ersetzt. Von dem Opferstock-Vermögen des Kirchleins wurden folgende Ausgaben finanziert: Erstellung des neuen Oberdorfener Hochaltars (1713), Kirchenbau in Hampersdorf (1721), neues Chorgewölbe der Pfarrkirche Oberdorfen (1752), sowie ein Mitfinanzierungsbeitrag für den Neubau der Wallfahrtskirche Maria Dorfen (1784). Im Österreichischen Erbfolgekrieg fielen in der Gegend um die Kirche 20 Soldaten, die hier beerdigt wurden.

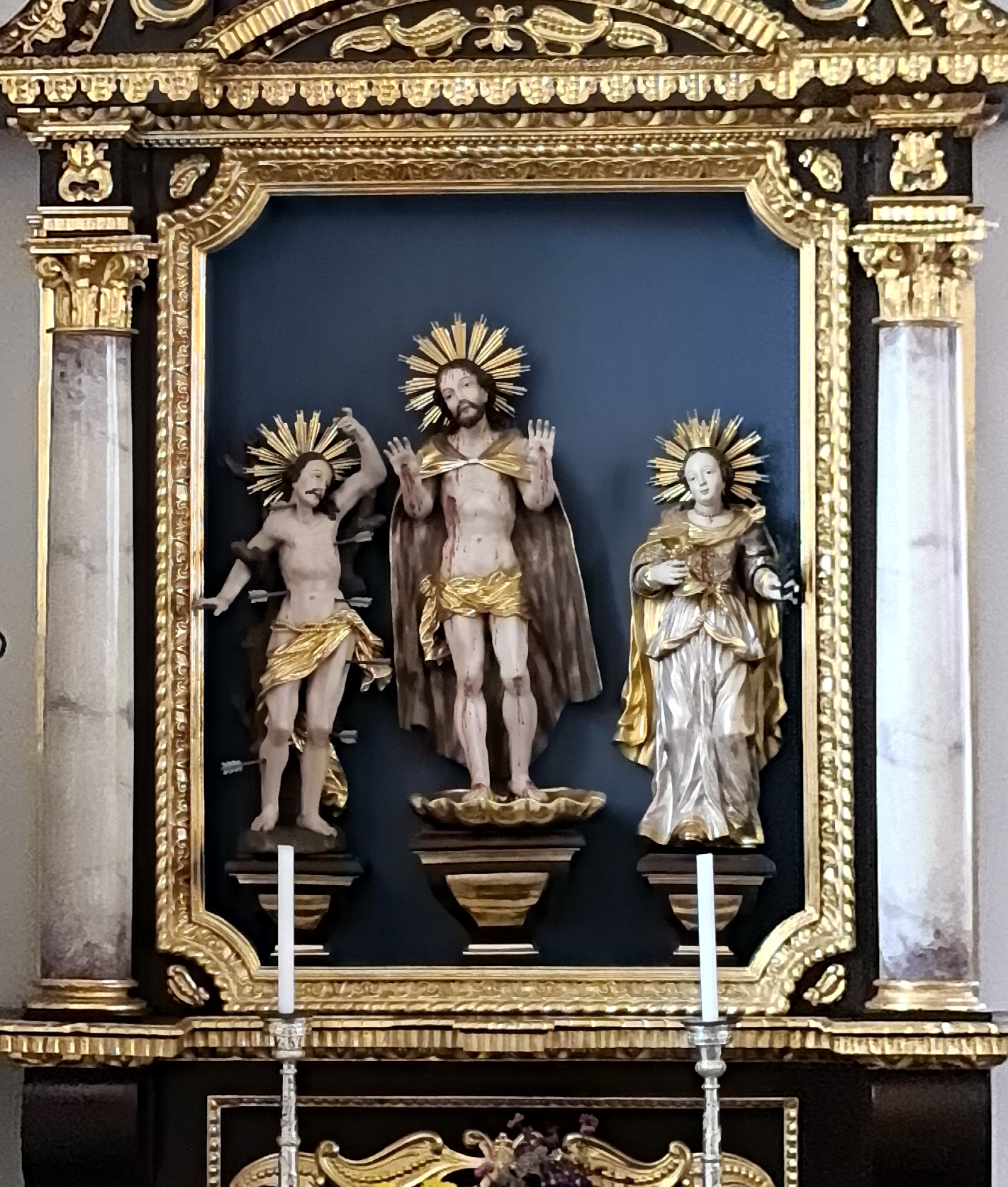
Das Rinninger Gnadenbild am linken Seitenaltar in der Marktkirche St. Veit (Dorfen)

Infolge der Säkularisation wurde die kleine Kirche als entbehrlich erklärt und zum Abbruch angeboten. Es war geplant, die Steine für den Bau einer Schule in Eibach zu verwenden. Dies war wenig später nicht mehr nötig, da die Filialkirche Eibach zum Schulhaus umgewandelt wurde. Nach 1840 wurde das Gotteshaus notdürftig wieder instand gesetzt. Im Jahr 1862 plante man das Kirchlein nach Algasing zu versetzen, was aber nicht bewilligt wurde. 1880, 1902 und 1936 fanden weitere notdürftige Instandsetzungsmaßnahmen statt. Im Januar 1969 stürzte der Kirchturm ein und zerstörte den Dachraum. Da man 1969 plante, die vorbeiführende Straße nach Eibach zu verbreitern und zu asphaltieren und das Kirchlein im Wege stand, wurde es schließlich im selben Jahr abgerissen. Ein Teil der ehemaligen Ausstattung befindet sich in der Marktkirche St. Veit (Dorfen).

## Erhaltene Ausstattung
Im Mittelfeld des hochbarocken linken Seitenaltars in der Dorfener Marktkirche St. Veit sind der Heilig-Blut-Christus und die ebenfalls aus dem abgerissenen Kirchlein von Rinning stammenden Assistenzfiguren der Heiligen Sebastian und Barbara angebracht. Aus welchem Zeitraum genau sie stammen und was sich sonst noch an Kunstwerken (Votivtafeln, Kreuzwegbilder, Schnitzwerk, Deckenfresken oder etwaige Stuckierung) in dem Sakralbau befunden hatte, darüber geben die Quellen keine Auskunft.